# Ragda patties

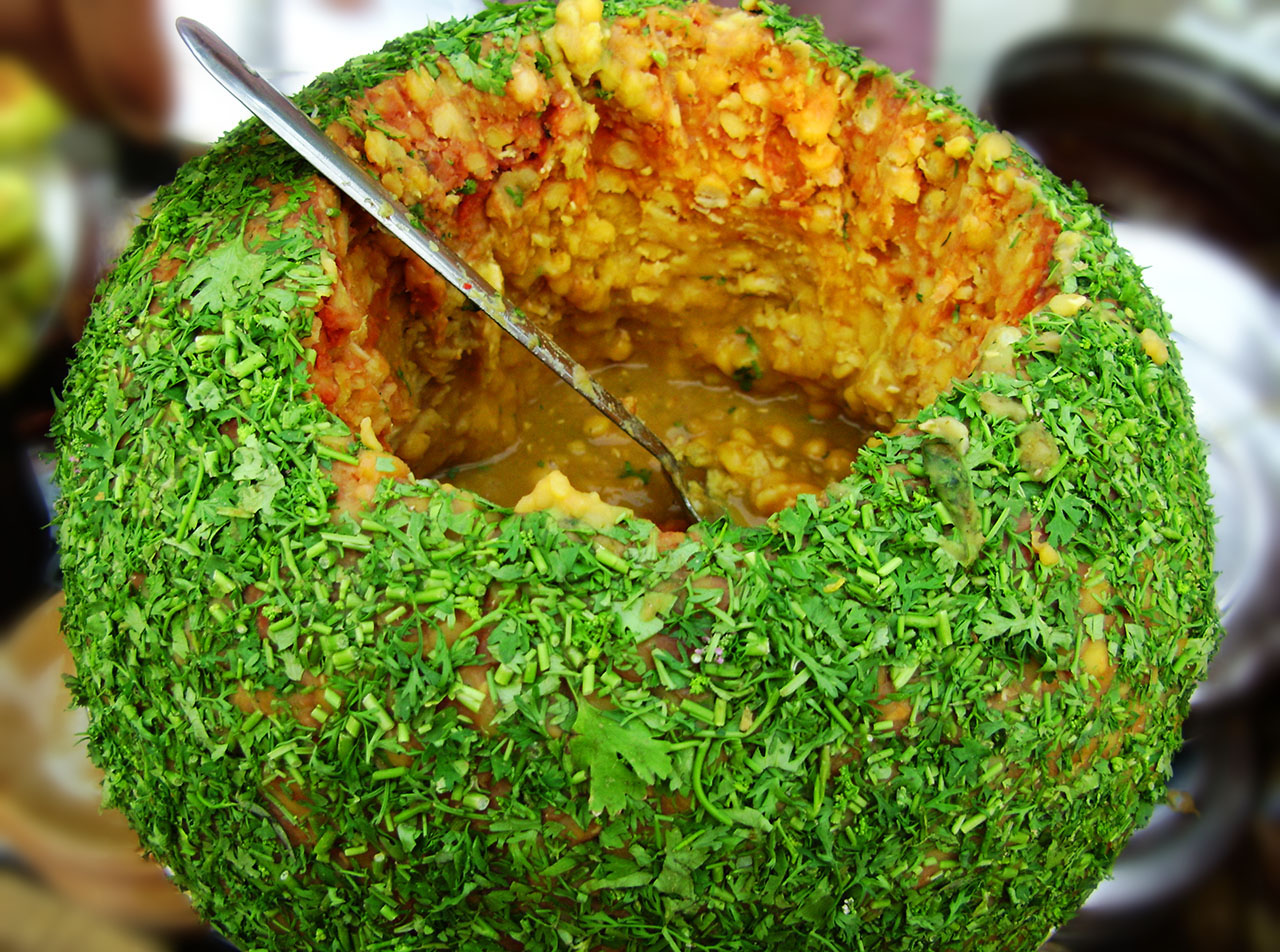
Ragda servi dans un panipuri.

Le ragda patties, ou ragda pattice, est un mets populaire de la cuisine indienne,  ou une collation, qui fait partie de la célèbre cuisine de rue de Mumbai (Inde). Cette collation est habituellement servie dans les établissements de restauration rapide qui proposent toute la journée des spécialités de restauration rapide indienne ainsi que d'autres plats.
C'est également un des principaux éléments du menu des étals de nourriture que l'on trouve dans tous les endroits très fréquentés de la ville. Ces étals servent aussi d'autres spécialités épicées comme les non moins célèbres puri bhel et puri pani.
Ce plat se compose de deux parties : le ragda, sorte de soupe de pois cassés jaunes (Lathyrus aphaca) et les patties, sortes  de galettes frites à base de pommes de terre.

## Préparation

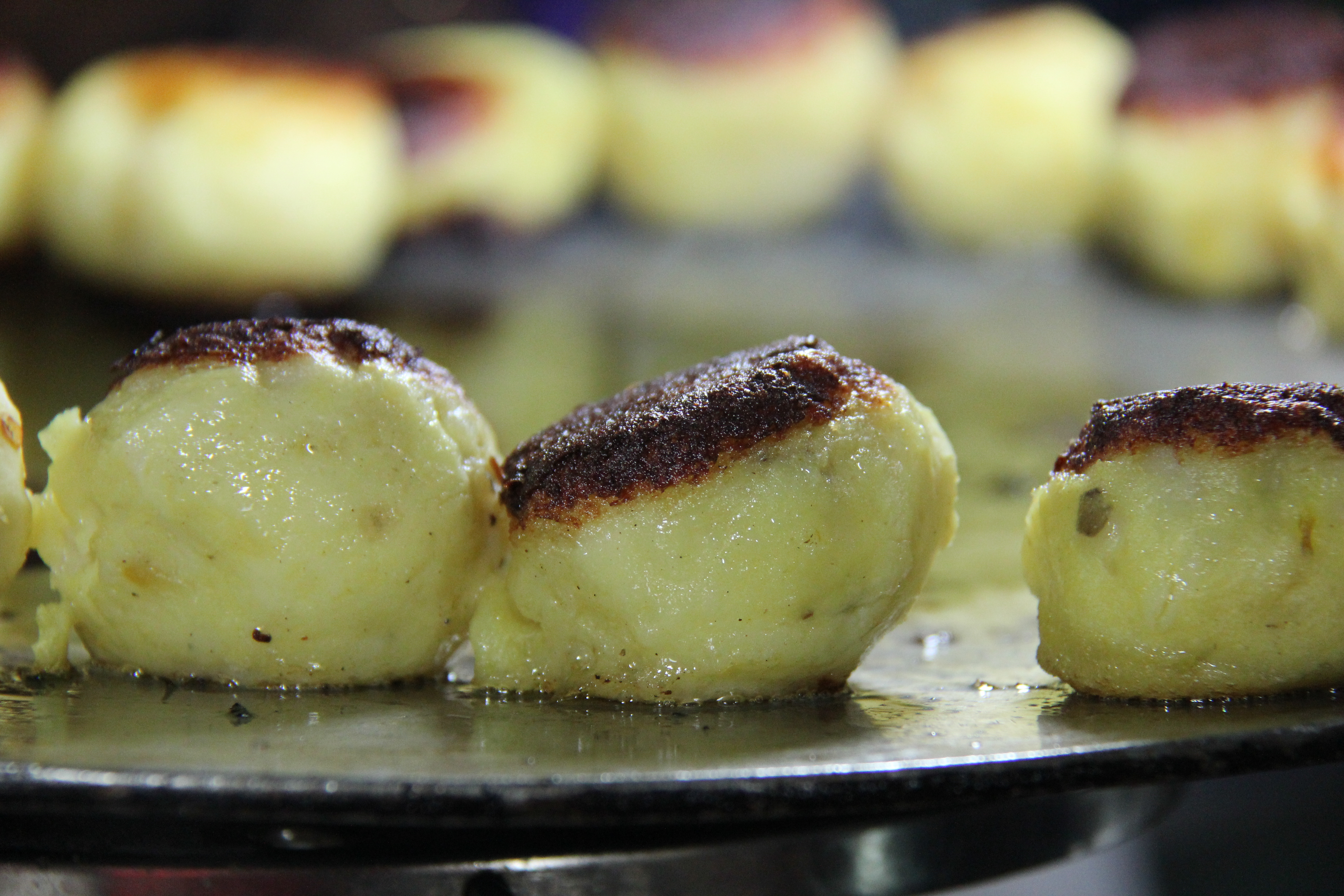
Ragda Patties en cours de préparation au stand d'un vendeur de rue à Powai, Mumbai

Le ragda est à base de pois jaunes que l'on fait tremper dans l'eau toute la nuit pour les adoucir et faciliter leur cuisson. Les pois sont séchés et cuits dans un autocuiseur, ils sont ensuite écrasés et frits avec des oignons, des épices et des tomates pour faire un genre de « curry » qui constitue le ragda.
Les patties sont des galettes à base de pommes de terre cuites en purée. Deux ou trois de ces galettes sont recouvertes avec le ragda, à l'instar d'une sauce, et garnies d'oignons hachés finement, de  feuilles de coriandre et de chutney épicé ou aigre-doux.